# Babakin (cráter)
Babakin es un pequeño cráter de impacto lunar que se encuentra en la parte sur del cráter Fermi en una zona abrupta de la cara oculta de la Luna.

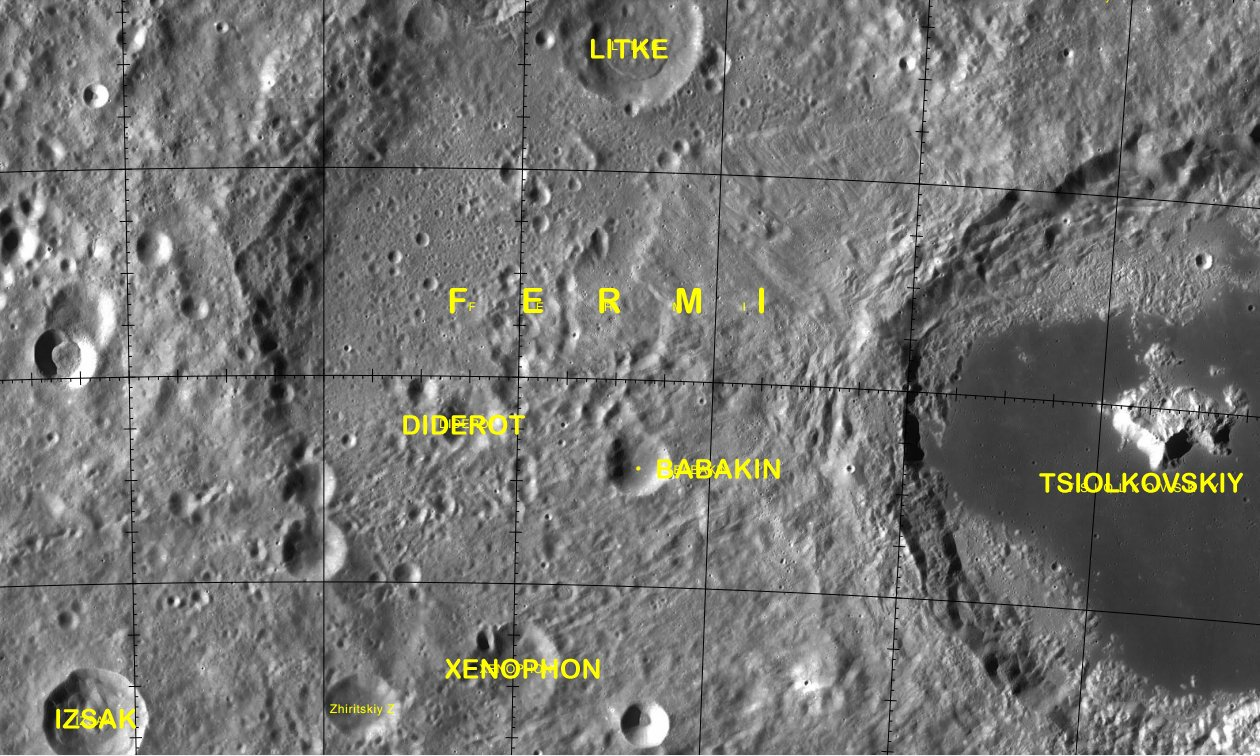
Localización de Babakin (centro de la imagen)

El borde del cráter es simétrico, circular y con aristas vivas, con solo alguna erosión menor y una ligera depresión a lo largo del borde norte. Las paredes interiores tienen una pendiente que baja suavemente hacia el centro.

## Referencias

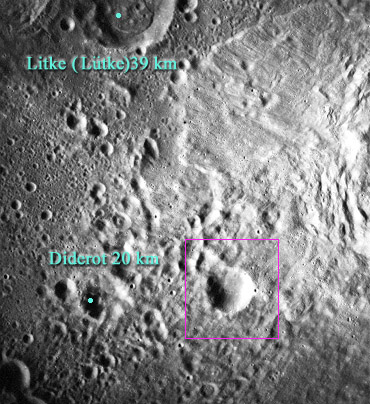
Imagen de Babakin (misión Apolo 15)